# الذكاء الاصطناعي في المجال الصحي

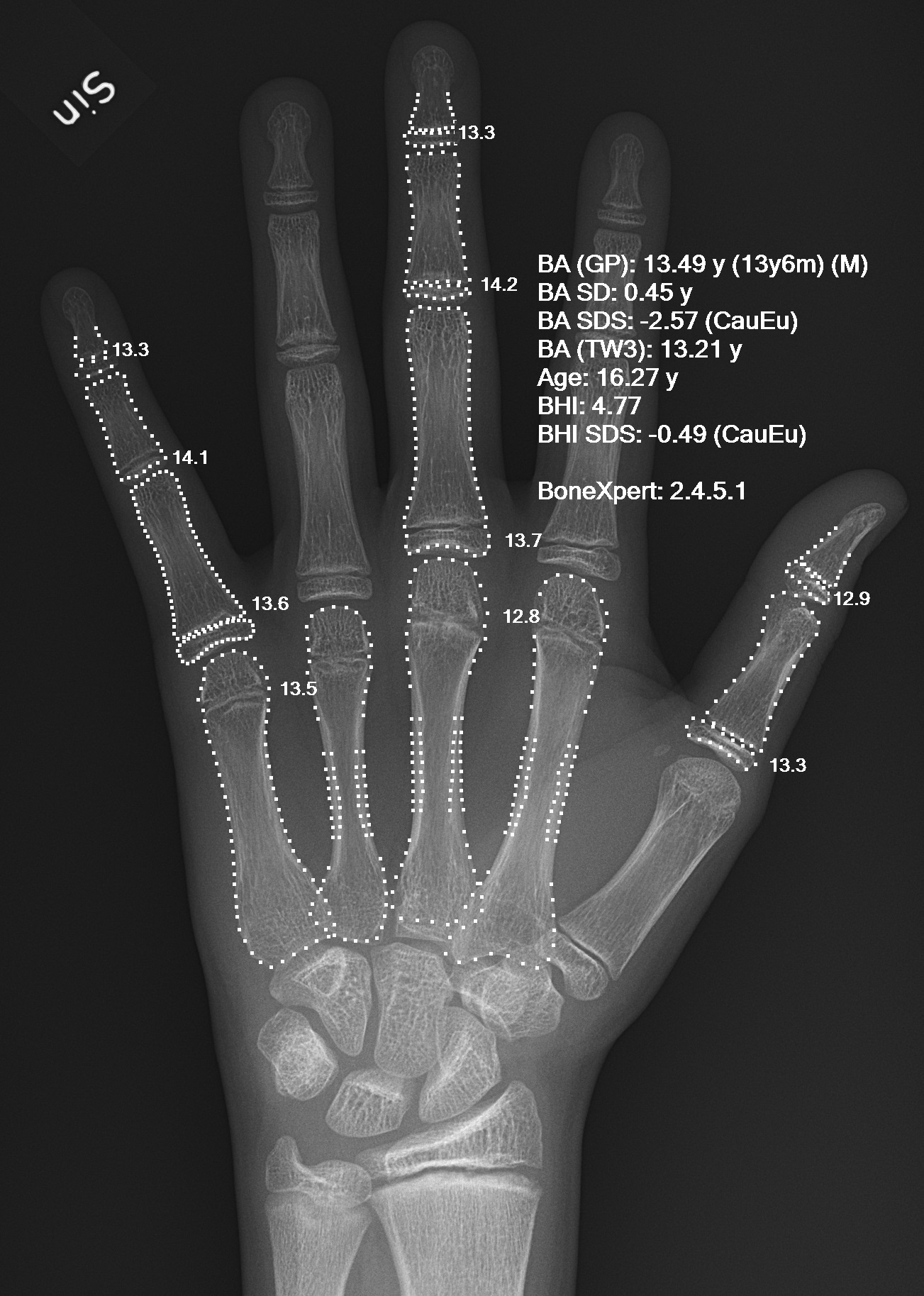
اشعة سينية ليد، وتظهر الحسابات الاوتوماتيكية للعمر العظمي بواسطة برنامج حاسوبي.

الذكاء الاصطناعي في المجال الصحي، هو مصطلح عام يعبر عن استخدام خوارزميات التعلم الآلي وبرامجه (أي الذكاء الاصطناعي) لمحاكاة الإدراك البشري في تحليل البيانات الطبية والصحية المعقدة إضافةً لتقديمها وفهمها. وعلى وجه التحديد، يعبر مصطلح الذكاء الاصطناعي عن قدرة خوارزميات الكمبيوتر على تقريب الاستنتاجات بناءً على البيانات المدخلة فقط.
تتميز تقنية الذكاء الاصطناعي عن التقنيات التقليدية المستخدمة في الرعاية الصحية بالقدرة على جمع البيانات ومعالجتها وإعطاء نتائج واضحة للمستخدم النهائي. يعتمد الذكاء الاصطناعي على خوارزميات التعلم الآلي والمتعمق للوصول إلى النتائج. يمكن لهذه الخوارزميات التعرف على أنماط السلوك، وتستطيع إنشاء تسلسل منطقي خاص بها. للحصول على رؤى وتوقعات مفيدة، يجب تدريب نماذج التعلم الآلي على التعامل مع كميات كبيرة من البيانات المدخلة. تتصرف خوارزميات الذكاء الاصطناعي بشكل مختلف عن البشر بطريقتين:
1-   الخوارزميات حرفية: بمجرد تحديد الهدف، تعتمد الخوارزميات على البيانات المدخلة حصرًا، ويمكنها فهم ما برمجت عليه فقط.
2-    تمثل بعض خوارزميات التعلم العميق صناديق سوداء؛ إذ يمكن للخوارزميات أن تتنبأ بالنتيجة بدقة متناهية، ولكنها تقدم تفسيرًا ضئيلًا أو معدومًا للمنطق المستخدم في الوصول إليها، بصرف النظر عن البيانات المدخلة ونوع الخوارزمية المستخدم.
تعمل تطبيقات الذكاء الاصطناعي المتعلقة بالصحة بشكل رئيسي على تحليل علاقة أساليب الوقاية أو العلاج مع النتائج التي يبديها المرضى. تساعد برامج الذكاء الاصطناعي في عملية التشخيص، وتساهم في تحسين الخطط العلاجية وتطوير الأدوية ومراقبة المريض ورعايته، كما تستخدم في مجال الطب الشخصي الموجه. يمكن أيضًا استخدام خوارزميات الذكاء الاصطناعي لتحليل كميات كبيرة من البيانات بالاعتماد على السجلات الصحية الإلكترونية للوقاية من الأمراض وتشخيصها. طورت بعض المؤسسات الطبية خوارزميات الذكاء الاصطناعي لتستخدمها في أقسامها، ونذكر منها: مايو كلينيك ومركز ميموريال سلون كيترينج للسرطان وهيئة الخدمات الصحية الوطنية البريطانية. طورت شركات التكنولوجيا الكبيرة، كآي بي إم وجوجل مثلًا، خوارزميات الذكاء الاصطناعي لتستخدمها في مجال الرعاية الصحية أيضًا. تتطلع المستشفيات إلى استخدام برامج الذكاء الاصطناعي، لدعم المبادرات التنفيذية التي ستوفر الكثير من التكاليف وتزيد رضا المرضى وتلبي احتياجات الموظفين والقوى العاملة. تستثمر حكومة الولايات المتحدة حاليًا مليارات الدولارات لتطوير الذكاء الاصطناعي في مجال الرعاية الصحية. تعمل الشركات على تطوير تقنيات تساعد مديري الرعاية الصحية في تحسين عملهم عبر تحسين إدارة الاستخدام وتقليل معدل انتظار المرضى المقبولين في الإسعاف –لعدم توفر أسرة- وتخفيض مدة إقامتهم في المشفى وتحديد العدد الأمثل للموظفين.
يعتبر الاستخدام المكثف للذكاء الاصطناعي في المجال الصحي أمر جديد نسبيًا، ولهذا توجد عدة مخاوف أخلاقية جديدة تتعلق باستخدامه، كخصوصية البيانات وسيطرة الآلات على فرص العمل وانحيازات التشابه.

## تاريخهًا
الابحاث في الستينات والسبعينات أنتجت أول برنامج لحل المسائل / نظام خبير، عرف بديندرال {بالإنجليزية: Dendral}. في الوقت الذي تم تصميم ديندرال لتطبيقات الكيمياء الحيوية، قدم ديندرال اساسيات النظام الذي تبعه، مايسن {بالإنجليزية: MYCIN}، الذي يعتبر أحد أهم تطبيقات الذكاء الاصطناعي في الطب. الثمانينات والتسعينات قدمت الحواسيب الصغيرة ومستوى جديد من اتصالات الشبكة. في خلال هذا الوقت أقر الباحثين والمطورين على ان انظمة الذكاء الاصطناعي في المجال الطبي يجب ان تكون مصممة لتعويض غياب البيانات الدقيقة وبناء خبرات الاطباء.
التطور الطبي والتقني الذي حدث في خلال نصف القرن اتاح تطور تطبيقات الذكاء الاصطناعي المجال الطبي، ومن ضمن هذه التطبيقات:
- تطور قدرة الحواسيب مما أدى إلى تجميع وتحليل اسرع للبيانات.[12]
- زيادة حجم البيانات الطبية وسهولة الوصول اليها من اجهزة شخصية وطبية.[13]
- زيادة قواعد البيانات المتعلقة بالتسلسل الجينومي.[14]
- انتشار تطبيق انظمة السجلات الصحية الالكترونية.[15]
- تحسن معالجات اللغة الطبيعية والرؤية الحاسوبية مما أدى إلى تطوير تعلم الآلة.[16][17]
- تحسن دقة العمليات الجراحية.[18]

## الأبحاث الحالية
أظهرت تخصصات متعددة في الطب ارتفاع عدد الأبحاث المتعلقة بالذكاء الاصطناعي. التخصص الذي حصل على الاهتمام الأكبر هو مجال الطب الإشعاعي.

### الطب الإشعاعي
القدرة على تحليل نتائج الاشعة قد تمكن الأطباء من ملاحظة أدق التفاصيل والتغييرات في الأشعة التي من الممكن ألا يلاحظوها. مثال على دراسة متعلقة بالذكاء الاصطناعي ساعدت في الطب الإشعاعي هي دراسة ستانفورد والتي نتج عنها خوارزمية يمكنها الكشف عن الالتهاب الرئوي بطريقة أفضل من مختصي الأشعة.

### التطبيب عن بعد
زيادة التوجه للتطبيب عن بعد رفع من قيمة وتطبيقات الذكاء الاصطناعي ومجالاته. القدرة على مراقبة المرضى بواسطة الذكاء الاصطناعي قد يسمح بنقل بيانات المريض للطبيب في حال حصول أي نشاط في مرض ما عند المريض. استخدام جهاز من الممكن أن يرتديه المريض قد يسمح بمراقبة متواصلة ومستمرة لحالته الصحية ومراقبة أي تغيرات في حالته والتي قد تكون أحيانًا أدق من أن يلاحظها الإنسان.

### الصناعة
توجه الشركات الطبية الكبيرة للاندماج مع شركات طبية أخرى يزيد من وفرة البيانات الصحية ويسهل الوصول إليها، ويؤدي وفرة هذه البيانات إلى الزيادة في تطبيقات الذكاء الاصطناعي. هنا مثال على شركات كبيرة ساهمت في تطوير خوارزميّات الذكاء الاصطناعي في المجال الصحي.

#### مايكروسوفت
مشروع هانوفر من مايكروسوفت بالتعاون مع مركز السرطان التابع لجامعة اوريجون للصحة والعلوم، يحلل الأبحاث الطبية لتوقع خيارات علاج السرطان الأكثر تأثيرًا على المرضى. هناك أيضًا مشاريع أخرى تتضمن تحليل صور الأورام وملاحظة تطورها.

#### جوجل
منصة حقل جوجل العميق {بالإنجليزية: google deep mind يستخدم في الخدمات الصحية الوطنية للمملكة المتحدة للكشف عن الأخطار الصحية المحتملة عن طريق جمع البيانات من تطبيق على الجوال. هناك أيضًا مشروع آخر يتضمن تحليل صور الأشعة التي يتم جمعها في الخدمات الصحية الوطنية للكشف عن الأنسجة المسرطنة.

## في الصناعة

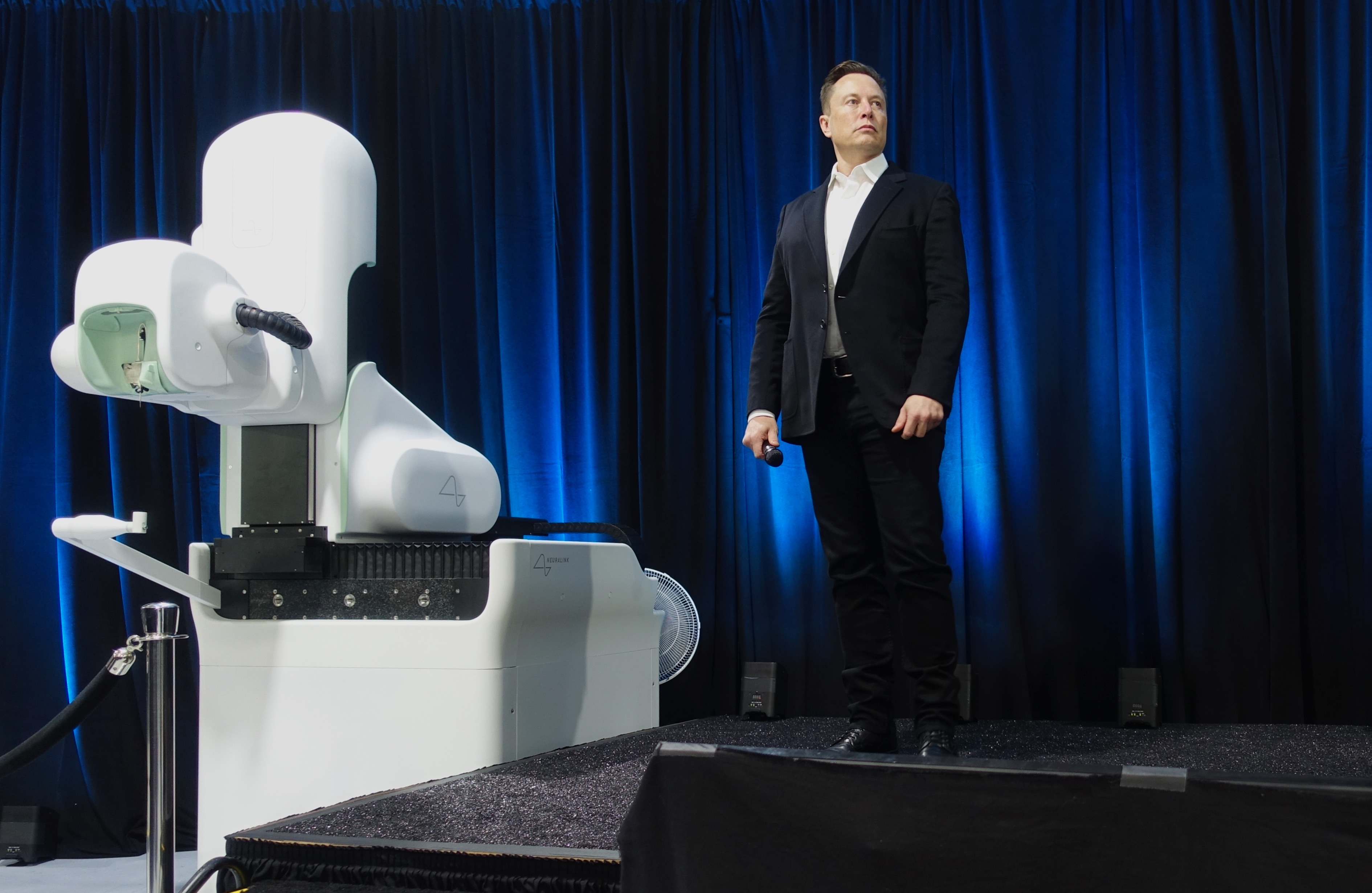
إيلون ماسك يقدم العرض الأول للروبوت الجراحي المستخدم لزرع شريحة نورالينك الدماغية.

يسمح دمج الشركات الصحية الكبيرة بإمكانية الوصول إلى كمية أكبر من البيانات الصحية، وهذا ما يضع الأساس لعمل خوارزميات الذكاء الاصطناعي.
ينصب جزء كبير من تركيز الآليات المستخدمة لتوظيف الذكاء الاصطناعي في قطاع الرعاية الصحية على أنظمة دعم القرار السريري. تتكيف خوارزميات التعلم الآلي وتوفر نتائج وحلول أكثر واقعية كلما زاد عدد البيانات المجموعة. تختبر العديد من الشركات إمكانية توظيف البيانات الضخمة في صناعة الرعاية الصحية، وتستكشف العديد من الشركات الفرص التجارية الممكنة عبر تقنيات تقييم البيانات وتخزينها وإدارتها وتحليلها؛ إذ تكون جميع هذه التقنيات مهمة في صناعات المجال الصحي.
سنذكر هنا بعض الشركات الكبيرة التي طورت خوارزميات الذكاء الاصطناعي لاستخدامها في مجال الرعاية الصحية:
- طورت شركة آي بي إم مشروع واتسون أونكولوجي في مركز ميموريال سلون كيترينج للسرطان وكليفلاند كلينيك. تعمل آي بي إم أيضًا مع سي في إس هيلث على تطوير تطبيقات ذكاء اصطناعي لعلاج الأمراض المزمنة، ومع جونسون آند جونسون على تحليل الأوراق العلمية لإيجاد روابط جديدة لتطوير الأدوية. في مايو 2017، شاركت آي بي إم معهد رينسيلار للعلوم التطبيقية مشروعًا بعنوان: «التمكين الصحي بالاعتماد عل التحليل المنطقي والتعلم والدلالات»، لاختبار دور الذكاء الاصطناعي في تحسين الرعاية الصحية.
- بدأت مايكروسوفت مشروع هانوفر بالشراكة مع معهد نايت للسرطان التابع لجامعة أوريغون للصحة والعلوم. يحلل المشروع الأبحاث الطبية للتنبؤ بخيارات دوائية أكثر فعالية. تتضمن المشاريع الأخرى تحليل الصور الطبية لتطور الورم وتطوير خلايا قابلة للبرمجة.
- تستخدم هيئة الخدمات الصحية الوطنية في المملكة المتحدة منصة ديب مايند من جوجل، لاكتشاف بعض المخاطر الصحية باستخدام البيانات المجموعة عبر تطبيق على الهاتف المحمول. يعمل مشروع آخر على تحليل صور طبية تعود لمرضى المؤسسة، بهدف تطوير خوارزميات تكشف الأنسجة السرطانية.[28]
- تعمل تينسنت على تطوير العديد من الأنظمة والخدمات الطبية، وهذا يتضمن: نظام الابتكار الطبي المدعوم بالذكاء الاصطناعي، وهي خدمة تصوير طبي تشخيصي تعمل بالذكاء الاصطناعي، وخدمة الرعاية الصحية الذكية من وي تشات، وخدمة تينسنت دوكتورز وورك.
- استثمرت إنتل كابيتال، الجهة المستثمرة من شركة إنتل، مؤخرًا في شركة لومياتا الناشئة التي تستخدم الذكاء الاصطناعي لتحديد الفئات المعرضة للمرض وتطوير خطط رعاية صحية مناسبة.
- طورت شركة خيرون ميديكال برنامج التعلم المتعمق للكشف عن سرطان الثدي عبر صور الأشعة السينية.
- طورت فراكتال أناليتكس موقع Qure.ai، الذي يستخدم التعلم المتعمق والذكاء الاصطناعي لتحسين طب الأشعة وتسريع تحليل الأشعة السينية التشخيصية.
- ابتكرت شركة نورالينك الجيل التالي من التعويضات العصبية التي تتفاعل بشكل معقد مع آلاف المسارات العصبية في الدماغ. تسمح عمليتهم بوضع رقاقة، بحجم العملة المعدنية تقريبًا، ضمن الجمجمة بواسطة روبوت جراحي دقيق لتجنب الإصابة العرضية.

تستخدم تطبيقات الاستشارات الرقمية الذكاء الاصطناعي لتقديم الاستشارات الطبية بناءً على التاريخ الطبي الشخصي والمعرفة الطبية الشائعة، كخدمة جي بي أت هاند من شركة بابليون هيلث وآدا هيلث ودكتور يو لعلي هيلث وكير إكسبرت ويور. م د. للحصول على الاستشارة، يسجل المستخدمون أعراضهم في التطبيق الذي يتعرف على الكلام ويقارن المعلومات المدخلة بقاعدة بيانات الأمراض. يقدم بابليون إثر ذلك الإجراء الموصى به بحسب الحالة، مع مراعاة القصة المرضية للمستخدم. يستخدم رواد الأعمال في مجال الرعاية الصحية سبعة نماذج عمل أولية لنقل حلول الذكاء الاصطناعي إلى السوق. تعتمد هذه النماذج الأولية على القيمة المقدمة للمستخدم المستهدف (كالتركيز على المريض أو مقدم الرعاية الصحية أو المؤسسات الصحية) وآليات تحصيل هذه القيمة (كتوفير المعلومات أو التواصل مع الجهات المعنية).
أطلقت آي فلايتك روبوت خدمي سمي شاو مان. اعتمد الروبوت على تقنية الذكاء الاصطناعي لتحديد العميل المسجل وتقديم توصيات محددة له في المجالات الطبية. تعمل الشركة أيضًا على استغلال التقنية في مجال التصوير الطبي. صنعت شركات أخرى روبوتات مماثلة، كروبوت كروزر من شركة أبتيك وروبوت بيبر من شركة سوفت بانك.
طورت شركة هابتك الهندية الناشئة مؤخرًا روبوت دردشة على برنامج واتساب ليجيب على الأسئلة المرتبطة بفيروس كورونا القاتل في الهند.
تمتلك شركات التكنولوجيا الكبيرة، مثل آبل وجوجل وأمازون وبايدو، أقسام أبحاث ذكاء اصطناعي خاصة بها، بالإضافة إلى تخصيصها ملايين الدولارات للاستحواذ على شركات الذكاء الاصطناعي الصغيرة. بدأ العديد من مصنعي السيارات في استخدام الرعاية الصحية المعتمدة على التعلم الآلي في سياراتهم أيضًا. بدأت بعض شركات السيارات، مثل بي إم دبليو وجنرال إلكتريك وتسلا وتويوتا وفولفو، حملات بحثية جديدة لإيجاد طرق تتعلم فيها الآلة الإحصائيات الحيوية للسائق، لضمان استيقاظه وانتباهه للطريق وعدم وقوعه تحت تأثير المواد المهلوسة أو المخدرة وعدم معاناته من الانفعال العاطفي.

## الاستثمارات الحكومية
الاستثمارات من الحكومة الأمريكية في المبادرات الصحية المعتمدة على الذكاء الاصطناعي تساوي تقريبا 1.2 بليون دولار أمريكي موزعة على مركزين مختصين كميزانية.